# Walker Ridge
Walker Ridge är en bergstopp i Antarktis. Den ligger i Östantarktis. Nya Zeeland gör anspråk på området. Toppen på Walker Ridge är 2 417 meter över havet, eller 778 meter över den omgivande terrängen. Bredden vid basen är 7,8 km.
Terrängen runt Walker Ridge är bergig åt nordost, men åt sydväst är den kuperad. Trakten är obefolkad. Det finns inga samhällen i närheten.